# Surfcasting

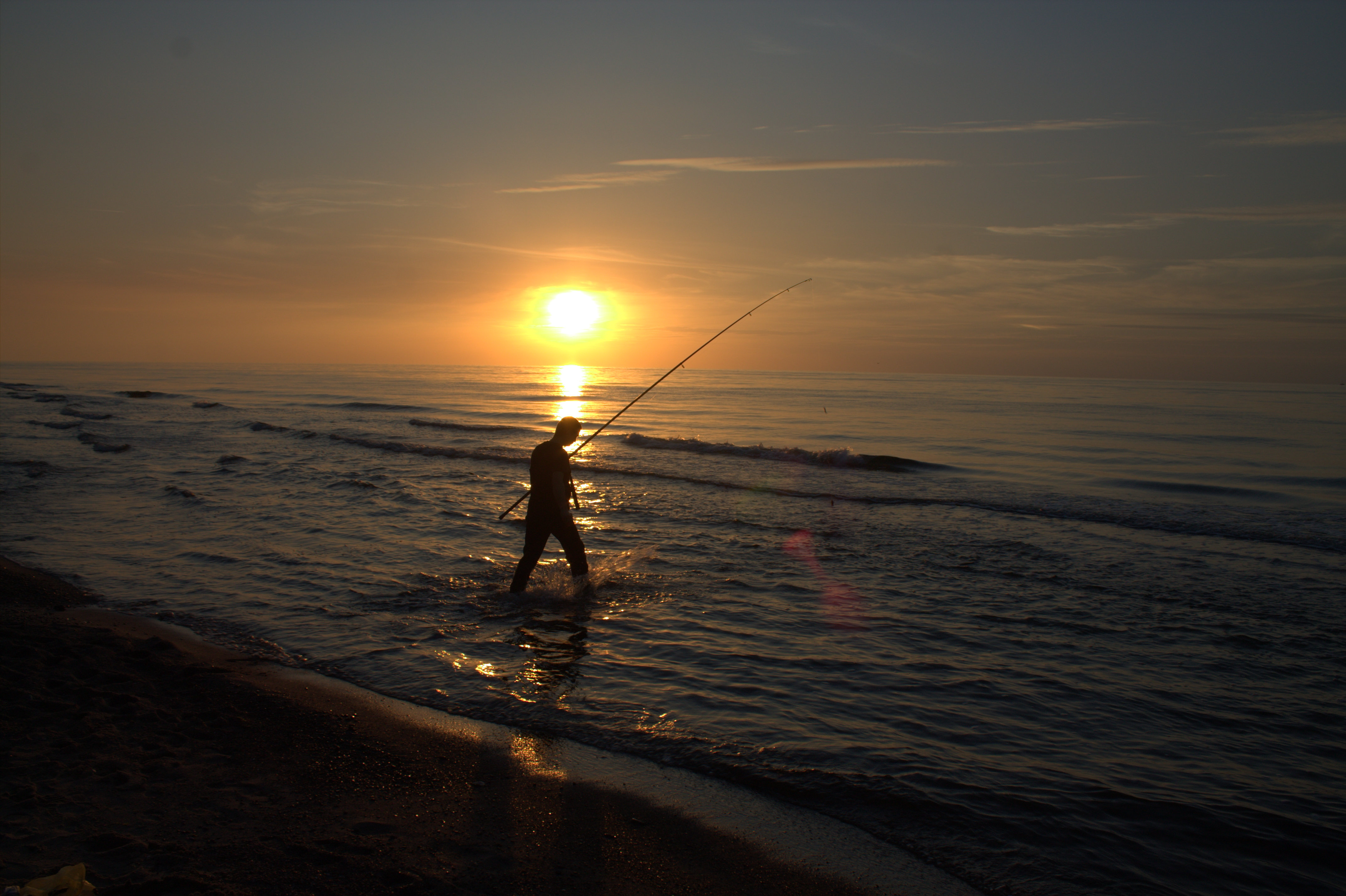
Surfcasting na plaży

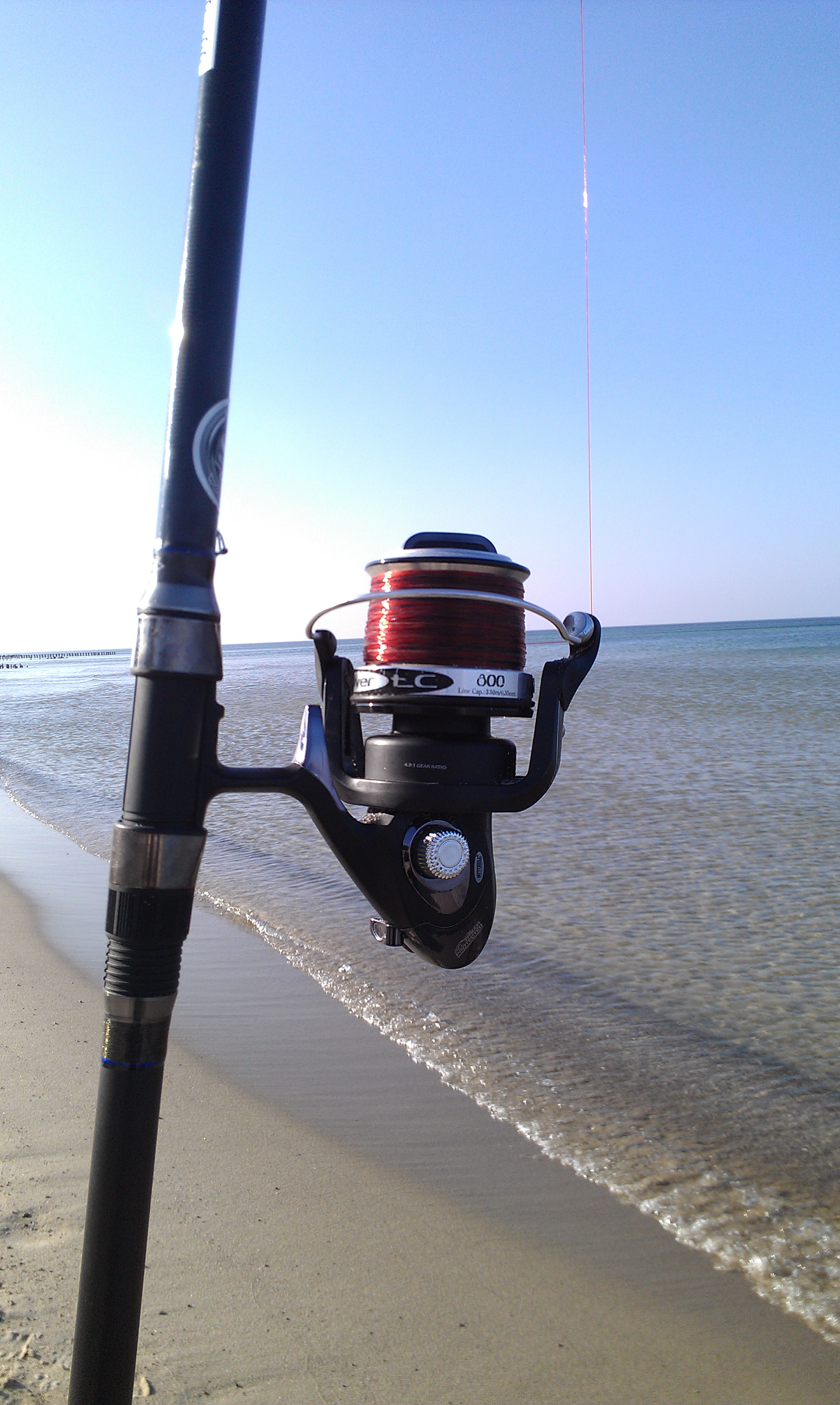
Surfcasting w morzu

Surfcasting – wędkowanie z plaży morskiej w bezpośrednim sąsiedztwie linii brzegowej morza, klifów, nasypów brzegowych, wszelkiego rodzaju pomostów, mol, falochronów oraz brzegów piaszczystych i kamienistych morza. Wędkuje się w tym przypadku metodą gruntową na żywe przynęty, stosując między innymi dendrobenę, krewetki, filety śledziowe, tobiasze i inne organizmy morskie będące naturalnym pożywieniem łowionych ryb.